# 770 Bali
770 Bali è un asteroide della fascia principale del diametro medio di circa 16 km. Scoperto nel 1913, presenta un'orbita caratterizzata da un semiasse maggiore pari a 2,2207108 UA e da un'eccentricità di 0,1513993, inclinata di 4,38902° rispetto all'eclittica.
Il suo nome fa riferimento al re dei Daitya, figure della mitologia indiana.